# Aegiochus bertrandi
Aegiochus bertrandi är en kräftdjursart som beskrevs av Bruce 2009. Aegiochus bertrandi ingår i släktet Aegiochus och familjen Aegidae. Inga underarter finns listade i Catalogue of Life.